# Чукотський район
Чукотський район (рос. Чукотский район; чук. Чукоткакэн район) — один з муніципальних районів Чукотського автономного округу Російської Федерації. Адміністративний центр — село Лаврентія. Загальна площа — 30,7 тис. км². Станом на 1 січня 2010 року в районі проживало 4 598 осіб.

## Географія

### Географічне положення
Район розташований на північному-сході автономного округу. Його площа становить 30,7 тис. км² і за цим показником він посідає 5-е місце серед усіх районів (їх 6) Чукотського АО. Він межує з Провіденським районом на півдні, з Іультинським — на сході, омивається Чукотським морем на півночі та Беринговою протокою на сході.

## Історія
За останні кілька тисячоліть корінні народи регіону вели переважно осілий спосіб життя, про що свідчать археологічні розкопки. У регіоні зосереджено близько 80 археологічних та історичних пам'яток, переважна їх більшість розташована у безпосередній близькості до теперішніх населених пунктів.

## Населення
Станом на 1 січня 2010 року в районі проживало 4 598 осіб, з них корінні народи Півночі становлять 4,3 тис. осіб: 88,5 % — чукчі, 11,1 % — ескімоси і 0,4 % — ламути, юкагіри, евени, чуванці, ітельмени. Щільність населення становила 0,17 осіб/км². На 100 осіб працездатного населення в районі припадало 62 людини непрацездатного віку, у тому числі 50 дітей і 12 пенсіонерів, інвалідів. Кількість дітей в районі становила 1 740 осіб.

## Адміністративний поділ
Район адміністративно поділяється на 5 сільських поселень (колишніх сільрад), які об'єднують 6 сільських населених пунктів:
| Поселення                      | Площа, км² | Центр    | Населені пункти |
| ------------------------------ | ---------- | -------- | --------------- |
| Енурмінське сільське поселення |            | Енурміно | 1               |
| Інчоунське сільське поселення  |            | Інчоун   | 1               |
| Лорінське сільське поселення   |            | Лоріно   | 2               |
| Нешканське сільське поселення  |            | Нешкан   | 1               |
| Уелєнське сільське поселення   |            | Уелєн    | 1               |

## Транспорт

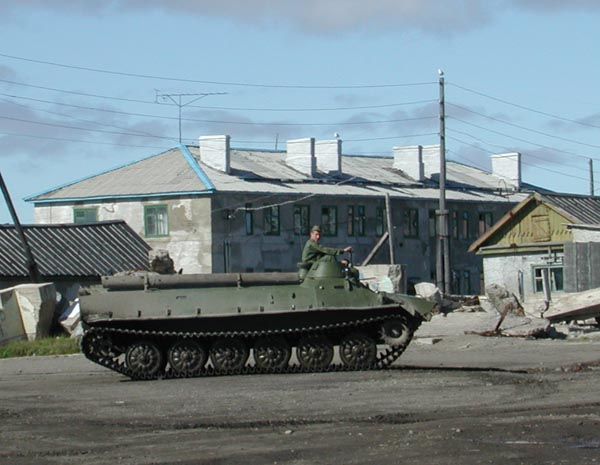
Транспорт у селі Лоріно.

Загальна протяжність автомобільних доріг місцевого значення в Чукотському муніципальному районі — 20,55 км (у тому числі 2,1 км — бетонні). Вимоги до експлуатаційного стану, допустимого за умовами забезпечення безпеки дорожнього руху не відповідають на 75,0 %. Підтримуючі ремонти доріг з твердим покриттям не проводилися з 90-х років через відсутність фінансових коштів, дороги з ґрунтовим покриттям щорічно підтримуються в нормативному стані обслуговуючою організацією за рахунок коштів бюджетів сільських поселень району.
Населенню, яке проживає в селах Лаврентія і Лоріно, надана можливість регулярного автобусного сполучення, в селах Уелєн, Нешкан, Інчоун і Енурміно такої можливості немає через відсутність доріг.

## Фізична культура і спорт
У 2009 році питома вага населення, що систематично займається фізичною культурою і спортом, збільшилася в порівнянні з 2008 роком на 1,0% і становить 32,0%. Збільшення пов'язано з відкриттям нових спортивних приміщень.
З 2009 року в селі Лоріно почав свою роботу тренажерний зал, загальне число тренажерних залів збільшилася до трьох одиниць. У селі Лаврентія середня відвідуваність тренажерного залу становить 10-15 осіб на день. У селі Уелен на базі тренажерного залу діє оздоровчий клуб «Здоров'я», що нараховує 45 постійних членів, в селі Лоріно — 24 особи.
У зв'язку з відсутністю спортивних шкіл і спортивних комплексів, вся спортивно-оздоровча робота в Чукотському муніципальному районі ведеться на базі спортивних залів загальноосвітніх установ та на базі установ додаткової освіти дітей.
У загальноосвітніх закладах району працюють 4 спортивні зали.

## Галерея

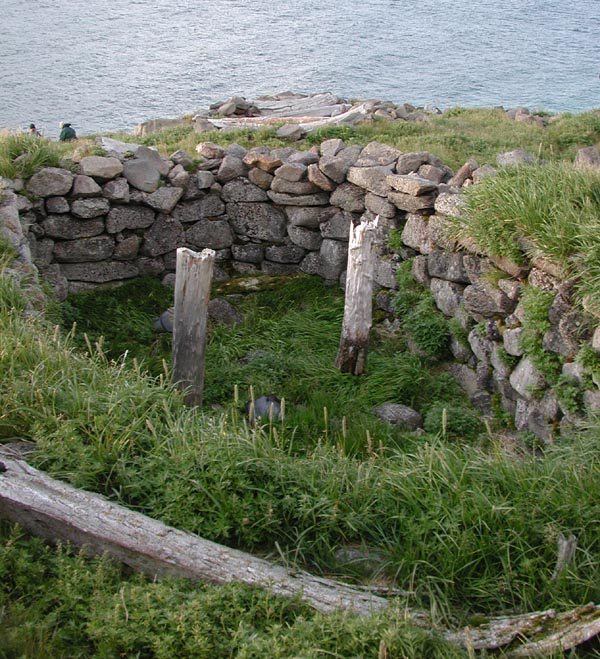
Зруйнований напівпідземних будинок, Наукан, неподілік від мису Дежнєва.
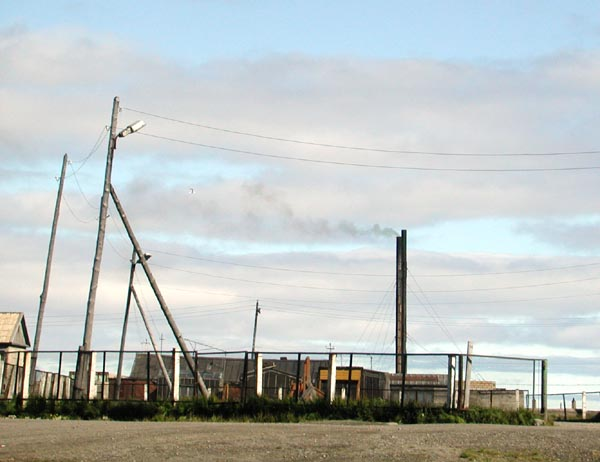
Виробництво електроенергії, Лоріно.
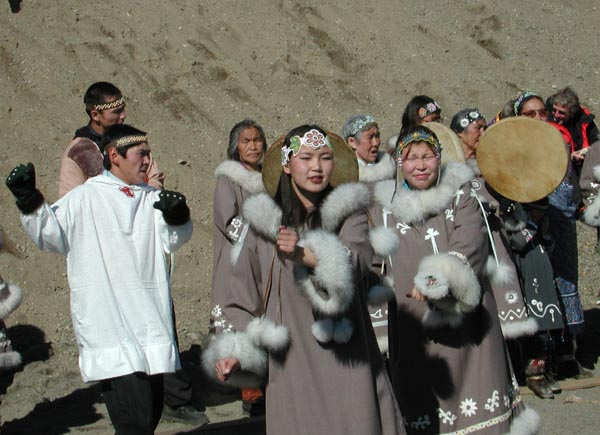
Танцівниці в Лоріно.
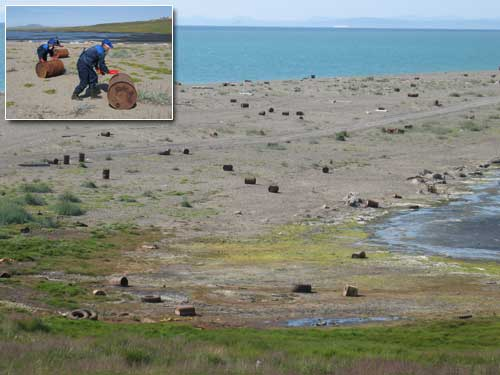
Покинуті бочки біля Лаврентія.
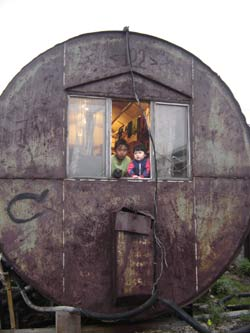
Сім'я, що живе в бочці.
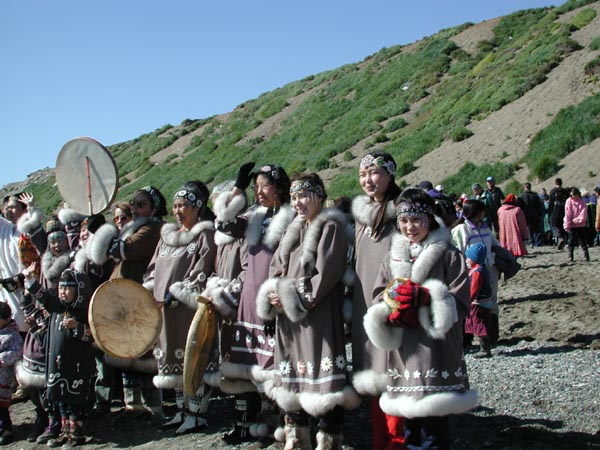
Танцюристи в Лоріно.